# Dictyocaulus viviparus
Dictyocaulus viviparus är en rundmaskart som först beskrevs av Bloch 1782.  Dictyocaulus viviparus ingår i släktet Dictyocaulus och familjen Dictyocaulidae. Arten är reproducerande i Sverige. Inga underarter finns listade i Catalogue of Life.